# Bizzar
Bizzar è un album in studio del gruppo Horrorcore Insane Clown Posse. È uscito in contemporanea con l'album Bizaar.

## Tracce
1. Intro – 1:55
2. Bizzar (feat. Twiztid) – 3:36
3. Cherry Pie (I Need A Freak) – 4:33
4. Questions (feat. Esham) – 5:44
5. Mr. Happy – 4:43
6. Radio Stars – 4:33
7. My Axe – 3:52
8. If – 3:39
9. Let's Go All The Way – 3:35
10. Let A Killa – 4:56
11. Juggalo Paradise – 3:41
12. Crystal Ball (feat. Twiztid) – 22:44